# 野本憲一
野本 憲一（のもと けんいち、1946年12月1日 - ）は、日本の天文学者。専門は、恒星進化論（とりわけ超新星の理論及び中性子星の進化）・宇宙化学（とりわけ銀河の化学的力学的進化と宇宙の元素の起源）。
東京大学特任教授、カブリ数物連携宇宙研究機構特任教授・主任研究員。2014年、長年の業績を認められカブリ数物連携宇宙研究機構の「宇宙のダークサイド（浜松ホトニクス）寄付研究部門」の「浜松プロフェッサー」に着任する。理学博士。東京都出身。妻はサイエンスライターの野本陽代。

## 経歴
- 1965年 - 東京都立戸山高等学校普通科卒業
- 1969年 - 東京大学理学部天文学科卒業
- 1974年 - 東京大学大学院理学系研究科天文学専攻博士課程修了
- 1974年 - 茨城大学理学部助手
- 1979年 - 東京大学教養学部助手（天文科学教室：教室の主任教授は杉本大一郎教授）
- 1985年 - 東京大学教養学部助教授（天文科学教室）
- 1997年 - 東京大学教養学部教授
- 2000年 - 東京大学大学院理学系研究科天文学専攻教授
- 2008年 - 東京大学カブリ数物連携宇宙研究機構主任研究員・特任教授
- 2014年 - 東京大学カブリ数物連携宇宙研究機構「宇宙のダークサイド寄付研究部門」・浜松プロフェッサー

## 受賞・栄典
- 1989年 - 仁科記念賞
- 1995年 - 日本学士院賞
- 1995年 - IPA(パリ天体物理学研究所)メダル
- 2015年 - マルセル・グロスマン賞
- 2019年 - ハンス・ベーテ賞（アメリカ物理学会）
- 2020年 - 瑞宝中綬章受章[1]

## 師匠・仲間・後輩・弟子
畑中武夫に憧れて東京大学に進学するが、野本が東京大学に入学した時に畑中は既に亡くなっていた。そのため大学院では杉本大一郎に師事した。理論天文学を専門とする。後輩には、GRAPE開発で主導的役割を果たしている戎崎俊一や牧野淳一郎がいる。
長年、東京大学にて教育・研究に携わり、日本国内外の大学に数多くの弟子・共同研究者を持つ。総合研究大学院大学物理科学研究科天文科学専攻准教授兼国立天文台広報室室長の山岡均、東北大学大学院理学研究科宇宙地球物理学科・天文学専攻准教授の田中雅臣は野本の弟子である。

## 研究員を務めた大学・研究所
- NASAゴダード宇宙飛行センター
- マックス・プランク天体物理学研究所（客員研究員）
- イリノイ大学天文学科
- ブルックヘブン国立研究所（客員研究員）

## 著書

### 単著
- 『宇宙と星の基礎知識・超新星とはなんですか』（講談社　1989年）
- 『超新星1987Aに挑む』（講談社　ブルーバックス　1989年）

### 共著
- 『新しい宇宙の探究』（岩波書店　1990年）
- 『元素はいかにつくられたか―超新星爆発と宇宙の化学進化』（編著）（岩波書店　2007年）

### 訳書
- 『天空の果実』（H.リーブス著　岩波書店　岩波現代選書　1990年）